# Nösund
Nösund ist ein kleiner Ort mit 139 Einwohnern (Stand 31. Dezember 2015) im westschwedischen Bohuslän. Er gehört zur Gemeinde Orust in der Provinz Västra Götalands län.

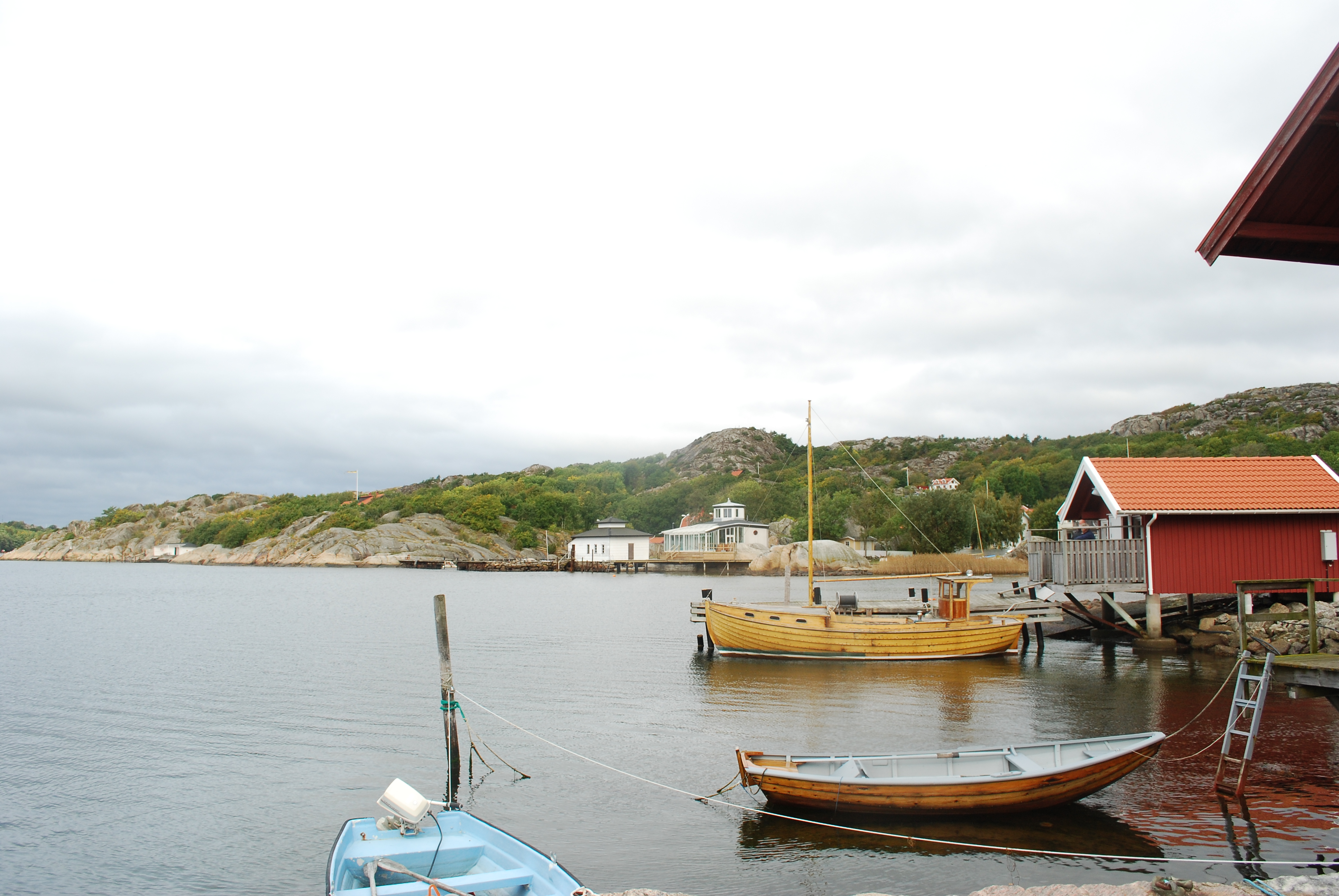
Nösund (2010)

## Geographie
Nösund liegt im Süden der Insel Orust, der drittgrößten des Landes, am Skagerrak. Der Ort befindet sich im Schnittpunkt zweier tiefer Einschnitte in der Landschaft. Die zwei südlichen der vier Äste sind die Sunde Lyresund und Tångesund, die die Insel Lyr von Orust trennen; den dritten Ast bildet eine Bucht namens Boxviks kile; im vierten schließlich zieht sich der Ort Nösund entlang der Straße nach Henån landeinwärts.

## Ortsbild
Nösund liegt im Südwesten von Orust gegenüber der Insel Lyr. Neben einer losen Ansammlung von Häusern am alten Dampfschiffanleger liegen die meisten Häuser entlang der Landstraße nach Tegneby und Henån.
Das älteste Gebäude ist das Källarhuset, ein altes Lagerhaus aus dem 1780er Jahren. Weitere erhaltene Gebäude aus der Hochzeit des Ortes sind das ehemalige Pensionat, heute Nösunds värdshus, die Salzerei, Lagergebäude und ein Badehaus.

## Geschichte
Siedlungsspuren, die auf eine Besiedlung der Gegend um den Ort schon um 7000 v. Chr. hinweisen, wurden nahe der Kapelle von Nösund gefunden.
Seit 1388, als der Bauer Roa Gunnarsson aus Lalleröd Grund in Nydiusundi der Kirche schenkt, ist Nösund als landwirtschaftlicher Besitz bekannt. Bis um 1800 sorgte die Landwirtschaft und Fischerei zum Eigenbedarf für den Lebensunterhalt der Bewohner des Hofes.
Zu den Hochzeiten der Heringsfischerei im 18. Jahrhundert entstanden nahe dem heutigen Brücke eine Fischsalzerei und eine Trankocherei. Als im 19. Jahrhundert die Heringsbestände schwanden und den Bewohnern von Nösund eine wichtige wirtschaftliche Grundlage entzogen wurde, begann der Kaufmann Rudolf Leopold Gerle, von Nösund aus Hafer nach England zu exportieren. Nösund wurde zu einem der sogenannten Haferhäfen an der schwedischen Westküste. Da sich Gerle auch anderen Handelsaktivitäten widmete und Frachtverkehr und Handel ein gewichtiges ökonomisches Standbein Nösunds wurde, entwickelte sich Nösund zu einem wirtschaftlichen Zentrum Orusts und zum Hauptort der Insel. So gab es 1850 in Nösund drei Läden – im Gegensatz zu nur zehn weiteren auf dem Rest der Insel. Dazu kamen ein Gasthof und eine Konservenfabrik. Schuhmacherei, Schneiderei, Bäckerei, Gastwirtschaft, Mühle und Blechschlägerei folgten, und gegen Ende des 19. Jahrhunderts wurden ein Post- und ein Telegrafenamt sowie eine Bank eingerichtet. Die neu entstandenen Häuser und Handwerksbetriebe reihten sich vom Hafen ausgehend an der landeinwärts führenden Straße auf.
Ab 1880 weckte Nösund auch das Interesse der Göteborger Stadtbevölkerung als Badeort. Dazu trug auch die Anfang des 20. Jahrhunderts neu eingerichtete Dampfschiffverbindung nach Göteborg bei. Nösunds Havsbadsanstalt och Nösunds Badhusaktiebolag errichteten Kalt- und Warmbadehäuser, man lockte mit günstigen Verpflegungskosten. Neben einem Hotel und dem 1913 eröffneten Pensionat entstanden ab 1905 die ersten Sommerhäuser. Mit der Zeit verlagerte sich der wirtschaftliche Schwerpunkt weg von Handel und Seefahrt hin zum Tourismus.

## Sonstiges
Nordwestlich des Ortes liegt Schwedens erster Straßentunnel, eröffnet 1958.